# 林賽峰
84°37′S 163°32′E / 84.617°S 163.533°E
林賽峰（Lindsay Peak），是南極洲的山峰，位於沙克爾頓海岸，處於布利澤德峰西北面7公里，屬於馬歇爾山脈的一部分，海拔高度3,210米，以俄亥俄州立大學命名，現時由南極條約體系管理。